# Tetramorium zahrae
Tetramorium zahrae är en myrart som beskrevs av Santschi 1923. Tetramorium zahrae ingår i släktet Tetramorium och familjen myror. Inga underarter finns listade i Catalogue of Life.